# Ariptyelus shokanus
Ariptyelus shokanus är en insektsart som beskrevs av Matsumura 1942. Ariptyelus shokanus ingår i släktet Ariptyelus och familjen spottstritar. Inga underarter finns listade i Catalogue of Life.